# Элвин Линдсейский
Элвин (умер а 692 году) — святой епископ Линдсейский. День памяти — 3 мая, 29 июня.
Святой Элвин (Elwin), или Этельвин (Aethelwine), быть может, то же самое лицо, что и Этельвин Линдсейский (Ethelwin of Lindsey, память 3 мая), хотя житие последнего относят к VIII веку. Согласно Фармеру (Farmer), поминаемый ныне святой был из Ирландии. Он был поставлен епископом Линдсейским в 680 году св. Фёдором Греком из Кентербери (Theodore the Greek of Canterbury, память 19 сентября) по требованию Этельреда, короля Мерсийского (King Ethelred of Mercia). Св. Беда Достопочтенный (память 25 мая) называет его vir sanctus. Неизвестно более раннее почитание св. Элвина.